# بيركارلو غينزاني
بيركارلو غينزاني (بالإيطالية: Piercarlo Ghinzani)‏ مواليد 16 يناير 1952 في لومبارديا، إيطاليا، هو سائق فورملا 1 إيطالي سابق كان قد بدأ مسيرته الاحترافية سنة 1981. كان أول سباق له هو جائزة بلجيكا الكبرى 1981. خاض خلال مسيرته 111 سباقاً.

## سباقات شارك فيها
- لو مان 24 ساعة
- بطولة العالم للسيارات الرياضية
- بطولة فورمولا 3 الإيطالية

## روابط خارجية
- بيركارلو غينزاني على موقع DriverDB.com (الإنجليزية)